# Miho Takagi
Miho Takagi (n. 22 mai 1994, Makubetsu⁠(d), Prefectura Hokkaidō, Japonia) este o sportivă ce a reprezentat Japonia, medaliată olimpică. A participat la 2 ediții ale Jocurilor Olimpice (2018, 2022) în care a câștigat o medalie de aur și 3 medalii de argint.